# Рокитанский, Карл
Карл фон Рокитанский (нем. Carl von Rokitansky; 19 февраля 1804, Кёниггрец, — 23 июля 1878, Вена) — австрийский патологоанатом чешского происхождения, политик и философ, барон.

## Биография
Карл Рокитанский родился в Градец Кралове в семье чиновника областного управления. Когда Карлу было 8 лет, его отец умер, семья оказалась без средств к существованию. Окончив начальную школу, в 1818-м году Рокитанский отправился учиться в Прагу, а в 1822-м поступил на медицинский факультет Пражского университета. Прозектором кафедры анатомии тогда являлся выдающийся учёный Ян Пуркине, оказавший значительное влияние на молодого Рокитанского. В 1825-м Пуркине переехал в Братиславу, а Карл Рокитанский отправился продолжать обучение в Вену.
В 1828 году Рокитанскому присвоили степень доктора медицины за диссертацию «О вакцинальном вариолоиде». Он получил неоплачиваемую должность ассистента патологоанатомического института в Вене, в 1834 стал экстраординарным профессором, а в 1844 — ординарным. С 1834-го по 1875-й год он был профессором патологической анатомии в Венском университете.  Хотя учёный прекрасно владел письменным классическим немецким языком, в речи его всегда сохранялся чешский акцент. Современники шутили, что лекции профессора надо переводить «с рокитанского на немецкий». Одновременно с профессурой он занимал должности прозектора большого венского госпиталя и судебного анатома. Его лекции и сочинения, особенно «Handbuch d. pathologischen Anatomie» (Вена, 1842—1846; 3 изд., 1855—1861) получили всеобщую известность. В своей биографии Рокитанский вспоминал, что за годы его работы в Венском университете было проведено свыше 60 тыс. вскрытий и около 25 тыс. судмедэкспертиз, большинство выполнил он лично.
В 1853 году Рокитанский стал ректором Венского университета, десять лет спустя он вошёл в департамент образования Вены, а в 1869-м был избран главой Австрийской Академии наук.
Рокитанский смог «изгнать мистику из медицины того времени», переведя её строго в материалистическое русло. Благодаря Рокитанскому микроскоп, введённый в патологическую анатомию Иоганном Мюллером, стал важнейшим инструментом патологоанатомических исследований. Но главная заслуга Рокитанского заключается в том, что он сделал патологическую анатомию основой патологии и научной медицины вообще. Карл фон Рокитанский считается одним из крупнейших макроскопических патологов-диагностов в истории. По признанию Рудольфа Вирхова, классификация болезней и их патологоанатомических свойств, которую разработал Рокитанский, стала фундаментом для всего дальнейшего развития анатомии.
На основе собранного Рокитанским материала коллеги по Венскому университету Йозеф Шкода, Фердинанд Гебра, и Иоганн Оппольцер и другие возвели здание новейшей диагностики, физиологической патологии и терапии и создали славу венской медицинской школы. Последним, самым известным сочинением Рокитанского был труд, посвященный врожденным порокам сердца «Die Defekte der Scheidewände des Herzens» (Вена, 1875). Здесь Рокитанский впервые описал корригированную транспозицию магистральных сосудов.
В русском переводе имеется его труд «Руководство к патологической анатомии» (М., издательство Московского Императорского университета, 1844—1849) и сочинение «О маточных кровотечениях и их лечении» (СПб., 1876). Ср. сборник, изданный по поводу юбилея Рокитанского под заглавием: «Rokitansky» (Вена,1874). Старший сын Карла Рокитанского Ганс (1839—1898) стал врачом, в 1864-м он возглавил 1-ю клинику Венской Центральной больницы, а в 1892-м стал главой акушерского отделения в университете Граца.
Карл фон Рокитанский изображен на австрийской почтовой марке 1954 года.